# 東京プロデュースセンター
東京プロデュースセンター（とうきょうプロデュースセンター、Tokyo Produce Center CO,.Ltd.通称TPC）は、東京都豊島区にある、主にモデルやグラビアアイドルのマネジメントを手掛ける芸能事務所。
グラビア、映画、舞台、テレビ、歌等多面的に営業を拡大している。
それと前後して、ジュニアアイドル（中学生以下）のマネジメントも手掛けている（1997年7月生まれの首藤なつみと1999年7月生まれの首藤七海）。

## 所属タレント
- 山口果歩
- 丘野あいり
- 首藤なつみ - 2008年より在籍。
- 首藤七海 - 2008年より在籍。

- 西野つばさ

- 赤木ゆう

### 過去の所属タレント
- 武田レナ
- 麻生真由子
- 石川真琴 - 2009年春頃まで、公式サイト上にプロフィールが掲載されていた
- 三田あきこ
- 浜田桃子　アメリカに移転
- 江川美奈子
- 及川奈央 - 2009年6月頃移籍（6月21日付の自身のブログで移籍を発表）